# Peter Nestler
Peter Nestler, né le 1er juin 1937 à Fribourg-en-Brisgau, est un réalisateur de documentaires allemand.

## Biographie
Petit-fils de l'ethnologue suédois Eric von Rosen, à qui il a consacré en 2009 un film, La mort et le diable, constitué des archives de son grand-père, Peter Nestler a étudié la peinture à Munich et l’imprimerie à Stuttgart. Il a exercé de nombreux métiers : ouvrier, marin, forestier, acteur, responsable de programmes pour la télévision, peintre et cinéaste.
Il a réalisé des films en Allemagne, puis en Suède à partir de 1967, en particulier pour la télévision.  Une partie de ses films est co-réalisée avec sa femme Zsóka.
Ses films traitent notamment de l'histoire économique et sociale, du travail, du fascisme ou de l'oppression. Il filme souvent des œuvres d'art et mélange des images de natures diverses : photographies, images d'archive, entretiens, paysages filmés...
Jean-Marie Straub l'a qualifié en 1968 de « cinéaste le plus important en Allemagne depuis la guerre — mis à part des cinéastes plus âgés qui ont pu tourner ici, Fritz Lang, et mis à part La Peur de Rossellini ».

## Filmographie
- Am Siel,  Allemagne de l'Ouest (RFA), 1962, 13 minutes, 35 mm
- Aufsätze,  Allemagne de l'Ouest (RFA), 1963, 10 minutes, 35 mm
- Ödenwaldstetten,  Allemagne de l'Ouest (RFA), 1964, 36 minutes, 16 mm
- Mülheim/Ruhr,  Allemagne de l'Ouest (RFA), 1964, 14 minutes, 16 mm
- Von Griechenland,  Allemagne de l'Ouest (RFA), 1965, 28 minutes, 16 mm
- Ein Arbeiterclub in Sheffield,  Allemagne de l'Ouest (RFA), 1965, 41 minutes, 16 mm
- Rheinstrom,  Allemagne de l'Ouest (RFA), 1965, 13 minutes, 35 mm
- (I Ruhromradet) - Im Ruhrgebiet,  Suède, 1967, 34 minutes, 16 mm
- Sightseeing,  Suède, 1968, 11 minutes, 16 mm
- Warum ist Krieg? (Varför är det krig ?),  Zseka Nestler, Suède, 1969, 17 minutes, 16 mm
- I Budapest,  Suède, 1969, 11 minutes, 16 mm
- Zigeuner sein (Être tzigane),  Allemagne, Suède, 1970, 47 minutes, 16 mm
- Über das Aufkommen des Buchdrucks,  Suède, 1971, 24 minutes, 16 mm
- Fos-sur-Mer,  Suède, 1972, 24 minutes, 16 mm
- Bilder von Vietnam,  Suède, 1972, 24 minutes, 16 mm
- Lördags Chile,  Suède, 1974, 23 minutes, 16 mm
- Mein Land,  Suède, 1981, 7 minutes, 16 mm
- Die Folgen der Unterdrückung,  Suède, 1982, 40 minutes, 16 mm
- Gefährliches Wissen (Farlig Kunskap),  Suède, 1983, 30 minutes, 16 mm
- Das Warten (Väntan,  Suède, 1985, 6 minutes, 16 mm
- Die Judengasse,  Allemagne de l'Ouest (RFA), 1988, 43 minutes, 35 mm
- Die Nordkalotte,  Allemagne, 1990, 90 minutes, 16 mm
- Die Hasen fangen und braten den Jäger,  Allemagne, 1994, 7 minutes, 35 mm
- Tod und Teufel (La mort et le diable),  Allemagne, Suède, 2009, 56 minutes, DV Cam
- Liknelsen om Sadden,  Suède, 2011, 6 minutes, Beta numérique
- Die Hohlmenschen,  Suède, Israël, 2015, 4 minutes, DV Cam

Neuf de ses films (Am Siel (Au bord du chenal), Aufsätze, Ödenwaldstetten, Mülheim/Ruhr, Von Griechenland (de la Grèce), Ein Arbeiterclub in Sheffield (Un club d'ouvriers à Sheffield), Zigeuner sein (Être tzigane), Flucht (Fuite), Tod und Teufel (La mort et le diable)) sont édités en un coffret de deux DVD avec livret, 2020, éd. Survivance films, 330 min.